# Norwegische Beachhandball-Nationalmannschaft der Frauen
Die norwegische Beachhandball-Nationalmannschaft der Frauen repräsentiert den Norges Håndballforbund als Auswahlmannschaft auf internationaler Ebene bei Länderspielen im Beachhandball gegen Mannschaften anderer nationaler Verbände. Den Kader nominiert der Nationaltrainer. 
Als Unterbau fungieren die Nationalmannschaft der Juniorinnen. Das männliche Pendant ist die Norwegische Beachhandball-Nationalmannschaft der Männer.

## Geschichte

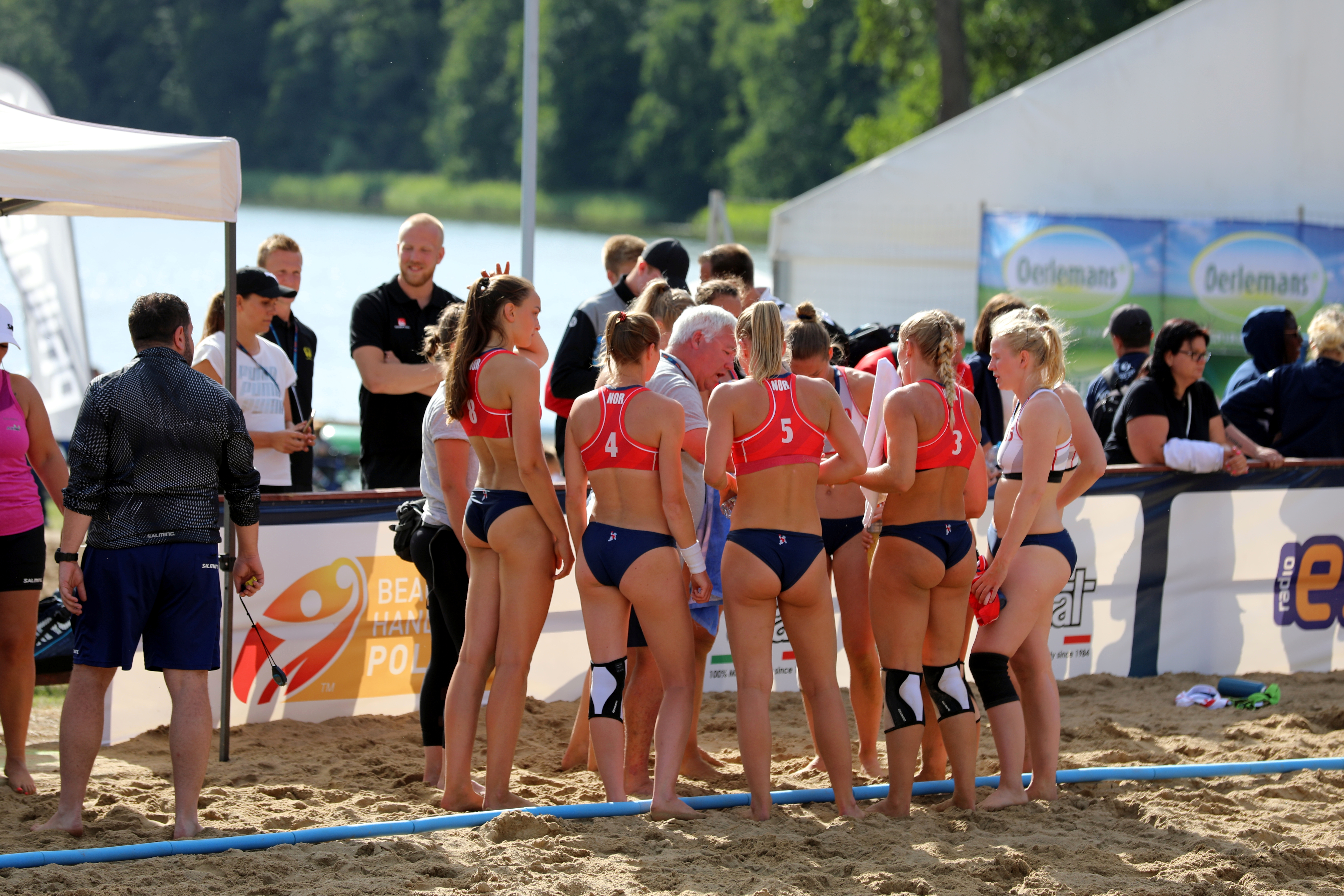
Trainer Eskil Berg Andreassen und seine Mannschaft bei einer Auszeit während des Vorrundenspiels der EM 2019 gegen Dänemark

Bei der ersten Europameisterschaft 2000 nahmen die Norwegerinnen noch nicht teil, zwei Jahre später debütierten sie in Cádiz und wurden wie 2004 Elfte. Erst in der zweiten Hälfte des ersten Jahrzehnts der 2000er-Jahre gelang der Durchbruch in die europäische und zeitweise auch absolute Weltspitze, wo sich die Mannschaft bis heute weitestgehend gehalten hat. Seit dem ersten erreichen des Halbfinals der kontinentalen Meisterschaften 2007 und dem Gewinn der Bronzemedaille, verpasste die Mannschaft seitdem nur einmal, 2019, die Halbfinals. Höhepunkt bei den europäischen Titelkämpfen war der Gewinn des Titels 2017. Schon 2010 gewannen die Norwegerinnen bei ihrer zweiten Teilnahme den Titel bei den Weltmeisterschaften und erreichten damit ihren größten Erfolg. Danach gewannen die Skandinavierinnen bis 2018 alle zwei Jahre eine weitere Medaille bei der WM, ohne aber noch einmal den Titel gewinnen zu können. 2018 unterlagen sie im Finale den Überraschungsweltmeisterinnen aus Griechenland. Auch bei den beiden Teilnahmen an World Beach Games konnte das Halbfinale erreicht werden, 2013 konnte die Bronzemedaille gewonnen werden. Mit Eskil Berg Andreassen hat die Mannschaft ungewöhnlich lange ununterbrochen denselben Cheftrainer.
Für internationales Aufsehen weit über sportliche Kreise hinaus sorgte die Mannschaft, nachdem sie im Spiel um die Bronzemedaille bei den Europameisterschaften 2021 mit Shorts statt wie in den Regeln vorgesehen mit als sexistisch empfundenen Bikini-Hose angetreten und dafür von der EHF mit einer Geldstrafe belegt worden waren. Schon vor der EM initiierte der norwegische Verband eine Regel-Änderung, die eine Bikini-Pflicht, die es in vielen nationalen Verbänden nicht gibt, durch ein moderneres Regelwerk ersetzt.
Nachdem vom europäischen Verband im August 2019 ein Nationen-Ranking eingeführt worden war, zu deren Zusammensetzung auch die Resultate der Nachwuchsmannschaften zählen, wurde die norwegische Nationalmannschaft dort auf dem zehnten Rang geführt.

## Trainer
| Cheftrainer/in - seit 2006: Eskil Berg Andreassen | Trainerassistent/in - 2006: Elisabeth Gundersen - 2007–2008: Aleksander Treidene - 2009: Henrik Wilhelmsen - 2011: Hanne Kjøsnes - 2013: Marte Fagerheim - 2015: Randi Solheim - seit 2017: keine Co-Trainer |

## Teilnahmen
| - 2001: keine Teilnahme - 2005: nicht qualifiziert - 2009: nicht qualifiziert - 2013: 3. - 2017: 4. - 2022: 2. - 2019: nicht qualifiziert - 2023: 4. | - 2004: nicht qualifiziert - 2006: nicht qualifiziert - 2008: 6. - 2010: 1. - 2012: 3. - 2014: 3. - 2016: 3. - 2018: 2. - 2022: 11. - 2024: | - 2000: keine Teilnahme - 2002: 11. - 2004: 11. - 2006: 5. - 2007: 3. - 2009: 2. - 2011: 4. - 2013: 3. - 2015: 2. - 2017: 1. - 2019: 6. - 2021: 4. - 2023: 5. |

## Einzelbelege
1. ↑  Norway and Spain claim gold at Beach Handball EURO 2017. Abgerufen am 20. Juli 2021 (englisch).
2. ↑  Norway win EHF EURO 2010. Abgerufen am 20. Juli 2021 (englisch).
3. ↑  Jenny Gross: Women’s Handball Players Are Fined for Rejecting Bikini Uniforms. In: The New York Times. 20. Juli 2021, ISSN 0362-4331 (nytimes.com [abgerufen am 20. Juli 2021]).
4. ↑  handball-world: EHF führt Nationen-Ranking im Beachhandball ein - Deutschland bei Männern auf fünftem Rang. Abgerufen am 29. Mai 2021.
5. ↑  Daten zum Teil ungefähre/geschätzte Werte